# Volkswagen Group China
Volkswagen Group China (VGC ; chinois : 大众汽车(中国)) est une division du groupe automobile allemand Volkswagen Group basée en Chine.

## Histoire
Volkswagen Group China réalise des ventes d'environ 3,14 millions de voitures (2017) sur le marché chinois et est la plus grande marque en Chine en termes de ventes. Le marché chinois est le plus grand marché de Volkswagen, représentant environ 50 % des ventes mondiales de Volkswagen en 2021. Les activités de  Volkswagen en Chine comprennent la production, la vente et les services de voitures entières, de pièces et de composants, de moteurs et de systèmes de transmission, et les vente et service de voitures importées. Les véhicules fabriqués et importés localement de la société sont vendus sous diverses marques telles que Volkswagen, Audi, Škoda, Bentley et Lamborghini en Chine.
Volkswagen Group China est le partenaire international le plus important, le plus ancien et le plus prospère de l'industrie automobile chinoise[réf. nécessaire]. Il a commencé sa connexion avec la Chine dès 1978 et occupe la position de leader sur le marché automobile chinois depuis plus de 25 ans. Sa première coentreprise en Chine, Shanghai Volkswagen Automotive Co., Ltd., a été créée en octobre 1984. Cette coentreprise, désormais appelée SAIC Volkswagen,  était en train de construire une usine de voitures électriques à Anting, près de Shanghai fin 2018 ; il était prévu de fabriquer 300 000 véhicules électriques par an, à partir de 2020. 
La deuxième coentreprise, FAW-Volkswagen Automotive Company Ltd., a été créée à Changchun en février 1991. Elle fabrique des voitures de marque VW et Audi. En 2018, un dirigeant de la division Audi de FAW-Volkswagen a déclaré que deux millions de voitures Audi fabriquées en Chine seraient vendues dans le pays d'ici 2020. Fin 2017, le total à ce jour était de 777 000.